# Syntomeida
Syntomeida is een geslacht van vlinders van de familie spinneruilen (Erebidae), uit de onderfamilie Arctiinae.

## Soorten
- S. austera Dognin, 1902
- S. epilais Walker, 1854
- S. hampsoni Barnes, 1904
- S. ipomeae Harris, 1839
- S. joda Druce, 1896
- S. melanthus Cramer, 1780
- S. paramalanthus Forster, 1949
- S. syntomoides Boisduval, 1836
- S. venadia Schaus, 1920
- S. vulcana Druce, 1889